# Гудим-Левкович, Сергей Николаевич
Сергей Николаевич Гудим-Левкович (1840—1885) — российский государственный  деятель; камергер (1875), действительный статский советник (1878).

## Биография
Из дворян Гудим-Левковичей, сын лейб-гвардии полковника Н. А. Гудим-Левковича.
В службе в классном чине с 1863 года после окончания Императорского Киевского университета. В 1869 году пожалован в камер-юнкеры. С 1871 года коллежский советник, Киевский вице-губернатор и почётный мировой судья Васильковского округа Киевской губернии. В 1875 году пожалован в камергеры.
С 1877 года статский советник, Подольский губернатор. В 1878 году произведён в действительные статские советники. С 1879 года Ковенский губернатор. С 1880 года Одесский градоначальник. С 1881 года и до самой смерти Киевский губернатор.